# ديمون يونغ
ديمون يونغ (بالإنجليزية: Damon Young)‏ هو فيلسوف أسترالي، ولد في 1975 في ملبورن في أستراليا.

## وصلات خارجية
- الموقع الرسمي